# Gert-Jan Bosman
Pour les articles homonymes, voir Bosman.
Gert-Jan Bosman, né le 16 aout 1992 à Emmen, est un coureur cycliste néerlandais.

## Palmarès et résultats

### Palmarès sur route
- 2008
  -  Champion des Pays-Bas sur route cadets
- 2010
  - 1re étape du Trophée Centre Morbihan
- 2012
  - 3e étape du Tour Nivernais Morvan
  - 3e étape du Tour de la province de Namur
- 2013
  - KOGA Slag om Norg
- 2015
  - 1rea étape de l'Olympia's Tour (contre-la-montre par équipes)
  - 2e du KOGA Slag om Norg
- 2016
  - 2e du Tour du Limbourg
- 2017
  - 3e de la Ster van Zwolle
- 2018
  - Arden Challenge :
    - Classement général
    - 2e étape

### Classements mondiaux
| Année           | 2012   | 2013   | 2014 | 2015 | 2016   | 2017 |
| --------------- | ------ | ------ | ---- | ---- | ------ | ---- |
| UCI Europe Tour | 1 082e | 1 194e | 506e | 750e | 1 222e | 995e |

### Palmarès en cyclo-cross
- 2008-2009
  -  Champion des Pays-Bas de cyclo-cross cadets
- 2009-2010
  - Coupe du monde juniors #2, Coxyde
  - 2e de la Coupe du monde juniors
  - 6e du championnat du monde de cyclo-cross juniors
- 2010-2011
  - 6e du championnat du monde de cyclo-cross juniors
- 2011-2012
  - Coupe du monde espoirs #2, Coxyde
  - 3e du championnat des Pays-Bas de cyclo-cross espoirs
  - 9e de la Coupe du monde espoirs
- 2013-2014
  - 9e du championnat du monde de cyclo-cross espoirs